# وزیدن
وزیدن (به انگلیسی: Blew) آلبوم چندآهنگه و همچنین ترانه‌ای از نیروانا است که در سال ۱۹۸۹ میلادی منتشر شد.